# Tanino condensado

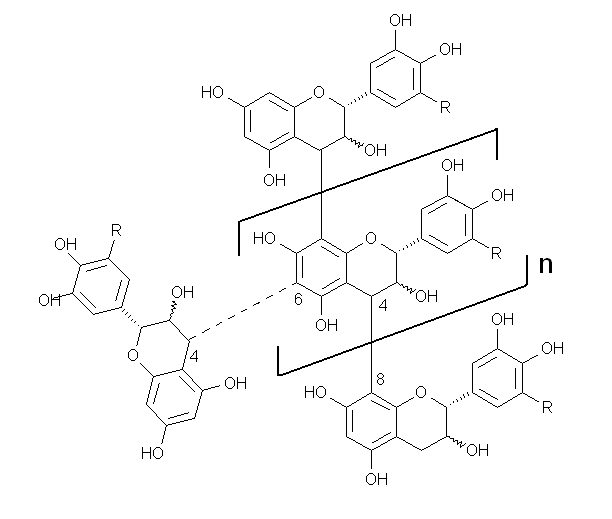
Diagrama esquemático de una molécula condensada de tanino

Los taninos condensados son una clase de flavonoides (sintetizados por las plantas por la "vía biosintética de los flavonoides") que son los pigmentos principales de muchas semillas, y también están presentes en los tejidos vegetativos de algunas plantas forrajeras. 
Son polímeros formados por unidades de antocianidina (un flavonoide). Como pueden ser hidrolizados en sus antocianidinas constituyentes si se los trata con ácidos fuertes, a veces son conocidos como proantocianidinas.
Como todos los taninos, aparentemente en las plantas cumplen funciones de defensa ante el herbivorismo.
Son de importancia económica para el ganado porque reducen la hinchazón en los animales rumiantes, pero al mismo tiempo tienen potencial de producir rechazo al alimento ("antialimentarios") y de disminuir la absorción de los nutrientes por el organismo ("antinutrientes").